# Orehovo
Orehovo je naselje v Občini Sevnica.